# BRM P261
BRM P261 (znan i kao P61 Mark II) je bio bolid britanske momčadi BRM. Bio je predstavljen za Formula 1 sezonu 1964. Njegova prva utrka je bila Velika nagrada Monaka 1964. godine. Pobijedio je šest puta u razdoblju od 1964. do 1968. godine. Bio je jedan od najuspješnijih bolida BRM momčadi.